# Dorfkirche Sadenbeck

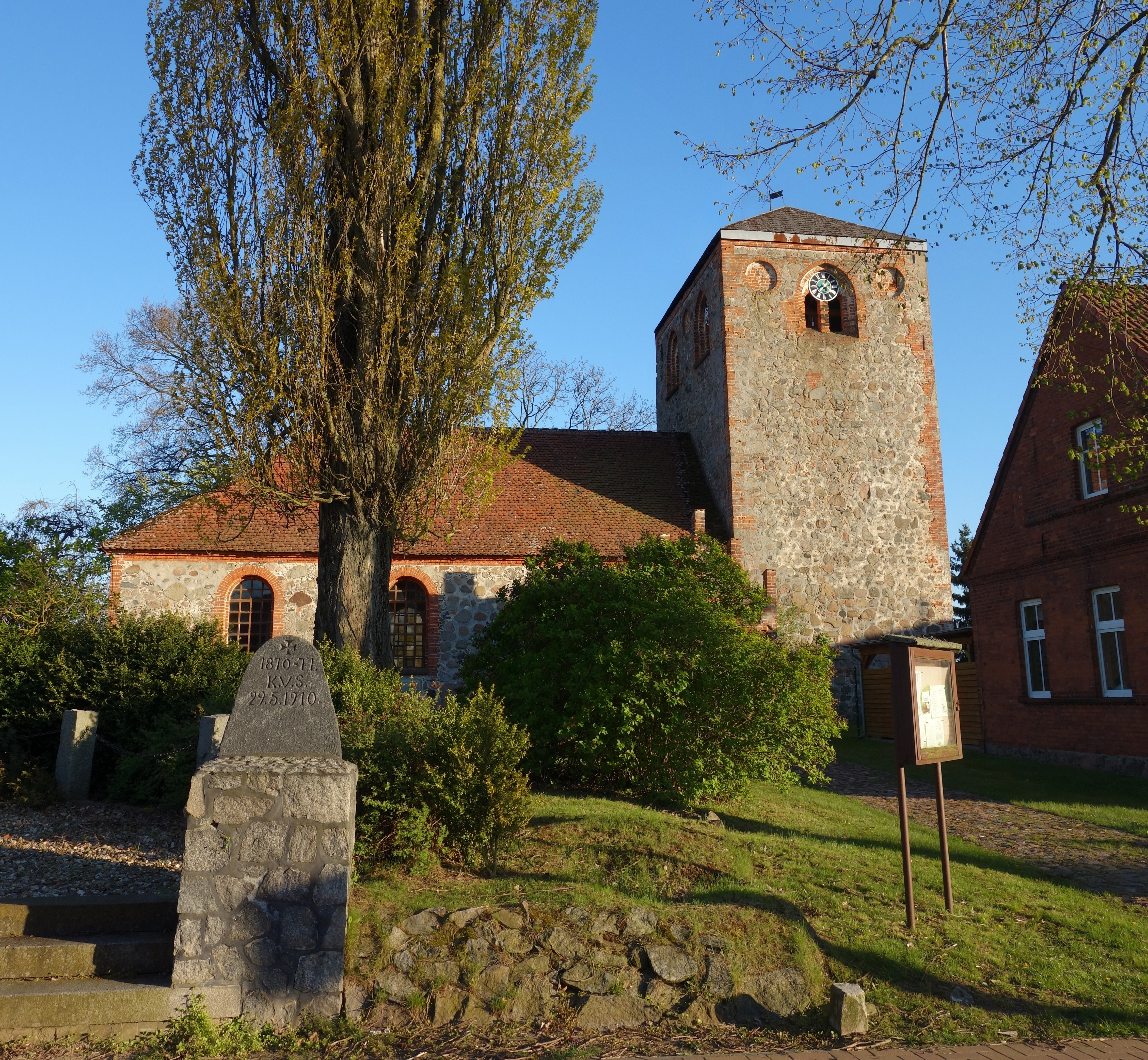
Dorfkirche Sadenbeck

Die evangelische, denkmalgeschützte Dorfkirche Sadenbeck steht in Sadenbeck, einem Ortsteil der Stadt Pritzwalk im Landkreis Prignitz in Brandenburg. Die Kirche gehört zum Kirchenkreis Prignitz der Evangelischen Kirche Berlin-Brandenburg-schlesische Oberlausitz.

## Beschreibung
Die spätgotische Feldsteinkirche wurde Mitte des 15. Jahrhunderts gebaut. Sie besteht aus einem Langhaus, das 1833 erneuert und nach Osten verlängert wurde, und einem querrechteckigen Kirchturm im Westen, der mit einem Walmdach bedeckt ist. Das oberste Geschoss des Kirchturms beherbergt hinter den von kreisförmigen Blenden flankierten Klangarkaden den Glockenstuhl. An der Nordwand des Langhauses befindet sich ein Anbau aus Backsteinen, der mit Fialen verziert ist.
Der Innenraum ist mit einer Flachdecke überspannt. Er hat Emporen an drei Seiten. Auf der Empore im Westen steht eine im 19. Jahrhundert von Knauf & Sohn gebaute Orgel.